# Super Mario 64 DS
Super Mario 64 DS is een remake van het Nintendo 64-videospel Super Mario 64, ontwikkeld door Nintendo EAD en uitgegeven door het Japanse bedrijf Nintendo voor de Nintendo DS. Het spel werd tegelijkertijd met het Nintendo DS-systeem uitgebracht. De remake bevat een aantal nieuwe speelbare personages, levels, spelmodi en minigames. Ook de graphics werden flink opgepoetst om de mogelijkheden van de Nintendo DS optimaal te benutten.
In Super Mario 64 DS heeft de speler de controle over Mario, Luigi, Yoshi én Wario. Het komt erop neer dat alle spelfiguren samenwerken om de 150 verborgen sterren te verzamelen en Princess Peach uit de klauwen van antagonist Bowser te bevrijden. Elk personage heeft zijn eigen vaardigheden.
Super Mario 64 DS telt 15 werelden met telkens 8 sterren per wereld, 120 in totaal.
Naast het hoofdavontuur bestaat er echter nog een speciale Rec Room waarin de speler verscheidene minigames kan spelen. Enkele minigames moeten echter eerst worden vrijgespeeld door in het hoofdavontuur konijnen te vangen. Elk konijn geeft één sleutel die overeenkomt met één minigame. In New Super Mario Bros. zijn sommige minigames opnieuw te spelen in een aangepaste versie.

## Veranderingen
Het originele spel van de Nintendo 64 Super Mario 64, telde 120 in plaats van 150 sterren, er zijn namelijk in plaats van 7 sterren per level, 8 sterren per level. Plus nog eens 15 extra secret stars. Daarnaast zijn er nu ook minigames, kleine spelletjes die los staan van het gewone spel, zoals Luigi's Casino. Er is ook een multiplayer-optie. Tevens zijn de personages Yoshi, Wario en Luigi aan het spel toegevoegd. Deze zijn samen met Mario allemaal speelbaar. Ook is daardoor de verhaallijn een beetje aangepast, waar je het spel begint als Yoshi, hoewel Mario vrij snel te bespelen is.

## Multiplayer
Het is in de multiplayer-mode mogelijk om met zijn vieren op slechts een gamecard te spelen. Alle spelers beginnen in de multiplayer-optie als Yoshi en kunnen veranderen in Mario, Wario of Luigi door middel van het oppakken van petjes. Om de wedstrijd te winnen moet men zo veel mogelijk sterren te pakken zien te krijgen. 

## Werelden
Hier is een lijst met al de 15 werelden in het spel
1. Bob-omb Battlefield
2. Whomp's Fortress
3. Jolly Roger Bay
4. Cool, Cool Mountain
5. Big Boo's Haunt
6. Hazy Maze Cave
7. Lethal Lava Land
8. Shifting Sand Land
9. Dire, Dire Docks
10. Snowman's Land
11. Wet-Dry World
12. Tall, Tall Mountain
13. Tiny-Huge Island
14. Tick Tock Clock
15. Rainbow Ride

## Verkoop
Na de release in Japan werden er in december 2004 meer dan 241.000 exemplaren van Super Mario 64 DS verkocht.  Super Mario 64 DS is het tiende bestverkochte spel voor de Nintendo DS, met wereldwijd 11,06 miljoen verkochte exemplaren.